# Rio Giumelnicu
O Rio Giumelnicu é um rio da Romênia, afluente do Teleajen, localizado no distrito de Prahova.